# Le grida del silenzio
Le grida del silenzio è un film del 2018 diretto da Alessandra Carlesi.

## Trama
Luca, maestro di tennis, il suo amico Daniel, la bella cubana Kathrina, Desirée e la sua fidanzata Sophie, la sognatrice Alice e l'ex-scout Manuel, sono un gruppo di ragazzi della "Roma bene" che frequentano lo stesso centro sportivo. Un giorno organizzano un fine settimana in mezzo alla natura per distaccarsi dalla routine quotidiana. Le loro vite, apparentemente felici, cambieranno per sempre.

## Distribuzione
Il film è stato distribuito nelle sale italiane a partire dal 10 maggio 2018.

## Riconoscimenti
- 2018 - Villammare Film Festival
  - Premio Migliore attore non protagonista a Roberto Calabrese[2]
  - Premio Migliore opera prima ad Alessandra Carlesi[3]